# Божић у Грчкој
Божић у Грчкој (грч. Χριστούγεννα στην Ελλάδα) је важан празник за становнике Грчке, као и за већину хришћанских земаља. Представља један од најважнијих прослава за Грке и период одмора.

## Историја
У Римском царству се прва прослава Божића догодила 336. године нове ере, а од тада је почела да се постепено развија при чему је данашња прослава комбинација домаће традиције и каснијих културних утицаја других земаља. У Грчкој, у већини домова, се јелке постављају обично између краја новембра и почетка децембра. Незванично, прослављање Божића почиње почетком децембра и постепено постаје све већи део свакодневног живота достижући врхунац 24. и 25. децембра. На Бадње вече деца, обично до дванаест и тринаест година, певају укућанима и добијају слаткише или неку ситну новчану награду од власника кућа и ова традиција сеже у старо грчко доба, док се садржај песама прилично разликује у зависности од региона. Као и у другим земљама, од 15. новембра до Божића постоји период поста где је дозвољена риба. Божићна сезона је и време када људи купују поклоне, посебно млађим члановима породице.

## Обичаји
У Грчкој постоје различити обичаји који се одржавају на Божић. Божићни чамац је уведен у доба Отона и након тога наставља дуги низ година због поморског карактера Грка, а касније чамац замењује јелка. Обичај бадњака се поштује у северној Грчкој, на Бадње вече, где домаћин бира најлепше и најјаче дрво од бора или маслине и носи га кући. Домаћица темељно чисти кућу и затвара оџак, домаћин ложи ватру у ноћи на Бадње вече. У Македонији постоји обичај Κολίντα-Μπάμπω који је уобичајен у префектурама Пела и Иматија. Становници пале ломаче и узвикују фразу Κολίντα Μπάμπω како би обавестили људе о Иродовом масакру како би заштитили људе. У суштини су песме које у већем делу Македоније певају млади или стари људи који за посластицу добијају слаткише, вино, меломакароне и орахе 23. децембра увече. У Централној Грчкој, посебно у западној Фтиотиди и планинској Дориди, постоји обичај који се одржава на Божићно јутро када домаћица стави велику кладу у огњиште и дете пожели жељу која се мора остварити. У Тракији, на Бадње вече, деца са својим очевима шетају са дугачким штаповима који симболизују пастире из Библије и некада су куцали на врата. Такође, народна традиција Понтије и Источне Тракије су значајно утицали на божићне обичаје у Тракији. На Бадњи дан се обично једе свињетина и друга јела.

## Бадње вече
Бадње вече карактеришу различити обичаји. Деца излазе ујутру у групама или сама и куцају на врата и певају песме по кућама и разним местима зарађујући малу суму новца или слаткише као напојницу. Иако постоје велике варијације по регионима постоје и „панхеленске песме”. На Пелопонезу су у прошлости људи у својим домовима правили и пекли лалангију од теганиде. Мајке су са ћеркама формирале тесто у дебеле макароне и пресавијали их у четири и кувале су их у тигању са врелим уљем. Прва палачинка, велика и округла са крстом у средини је била за Христа, а друга за кућу. Кад би се испекле стављале су се у лепиње и чиније, а када се добро оцеде стављале су се у ковчег и качиле на високо место. Пекле су колико им је било потребно за чланове породице. На Крфу се куће за Божић и Нову годину украшавају фењерима, а од почетка новембра локалне филхармоније се спремају да певају песме. Око поноћи на Бадње вече породице иду на службе или једу традиционални оброк.

## Економија
На грчку економију значајно утиче божићна сезона. Према истраживању из 2022. године, за 66% грчких потрошача божићни празници су изузетно важни и често дају значајан економски подстицај одређеним областима због туризма. Грци доста новца троше на поклоне, посебно за малу децу и нећаке, али и новац за божићну трпезу. Неки Грци имају тенденцију да путују у иностранство током Божића. Отварају се и многи привремени послови. Кључни део привреде села Таксиархис на Халкидикију је производња природне јеле која се сече и дистрибуира као јелке. Школе су затворене од последњег дана пре 24. децембра до првог радног дана после Јовањдана који је обично празник последњег дана школе. У Грчкој постоји неколико тематских паркова за Божић, као што је Млин вилењака у Трикали.